# Николаос Малутас
Николаос Михаил Малутас (на гръцки: Νικόλαος Μιχαήλ Μαλούτας) е македонски грък, деец на Гръцката въоръжена пропаганда в Западна Македония.

## Биография
Участва в Гръцко-турската война в 1897 година като доброволец. В 1904 година при започването на гръцката пропаганда в къщата на Николаос Малутас в серфидженското село Делино се срещат Сотириос Висвикис и основният организатор на пропагандата Павлос Мелас и се договарят за общи действия. Константинос Мазаракис определя Малутас като агент от първи ред.
Къщата на Малутас в Кожани е превърната в музей на Македонската борба.